# سیارک ۲۱۲۷۲۳
سیارک ۲۱۲۷۲۳ (به انگلیسی: 212723 Klitschko، نامگذاری:2007RN138) دویست و دوازده هزار و هفتصد و بیست و سومین سیارک کشف شده‌است که در ۱۴ سپتامبر ۲۰۰۷ کشف شد.